# Chriss Tuxi
Chriss Tuxi (* 11. Juni 1973 in der Steiermark, Österreich; † 18. Juli 2010 in Hamburg; eigentlicher Name Christian Cabala) war ein österreichischer DJ und Partyschlagersänger.

## Werdegang
Seine Karriere begann als DJ in seiner österreichischen Heimat, dem Zillertal. Er war der Hauptdiscjockey der Hohenhaus Tenne sowie gefragter Party-DJ an den Skipisten von Hintertux (Tirol).
Ab Mitte der 2000er Jahre feierte Chriss Tuxi Erfolge als Party-DJ und Schlagersänger im Bierkönig in Platja de Palma (Mallorca). Anfangs wechselte er jeweils für ein halbes Jahr seinen Lebensmittelpunkt zwischen Mallorca und Tirol, bis er Mitte 2008 endgültig nach Palma de Mallorca auswanderte.
Gemeinsam mit Peter Wackel landete er mehrere Charterfolge, darunter eine Party-Version des Hits Joana von Roland Kaiser, die sich ein Dreivierteljahr in den deutschen Charts hielt. Weitere Aufnahmen von ihm, meist Adaptionen von Partyhits der 1970er und 1980er Jahre, finden sich auf Kompilationen wie Ballermann Hits.
In der Nacht zum 18. Juli 2010 kam er als Beifahrer bei einem Verkehrsunfall an der Hamburger Reeperbahn ums Leben. Christian Cabala war verheiratet und hatte eine Tochter aus einer vorherigen Beziehung.